# Berní rejstřík plzeňského kraje
Berní rejstřík plzeňského kraje je rukopisný dokument popisující výběr daně na území Plzeňského kraje v roce 1379. Je to jediný dochovaný dokument tohoto typu.

## Středověké daně v Čechách
Tzv. generální berně (collecta generalis) se ve středověku vybírala od poddaných, šlechta ji ze svých osobních majetků neplatila. Města a církevní organizace platila jiný druh daně tzv. zvláštní berni (collecta specialis). Čechy byly na přelomu 14. a 15. století pro účely generální berně rozděleny na dvanáct berních krajů: Pražský neb Kouřimský, Plzeňský, Litoměřický, Královéhradecký, Rakovnický, Chrudimský, Prácheňský, Slánský, Boleslavský, Žatecký, Čáslavský a Bechyňský. Tyto kraje se dělily na menší berní okresy (districtus). Rozhodnutí o vybírání berně se ohlašovalo královskými listy rozesílanými po všech krajích země. Tu se udávala příčina toho rozhodnutí a nařizovalo se, kdy má berně býti připravena pro berníky. To se rozhlašovalo odedávna na veřejných místech, kde se scházelo mnoho lidí, zvláště na trzích a v kostelích o dnech svátečních. Berníkům (výběrčím), ustanoveným pro jednotlivé kraje, dostávalo se k jejich úkolu ověření a podrobných pokynů zvláštním královským listem. Historií výběru berně se podrobně zabýval Kamil Krofta.

## Zachované berní rejstříky
Třebaže se berně vybírala mnohokrát a ve všech krajích, zachovaly se z předhusitské doby pouze dva berní rejstříky z roku 1379 pro Plzeňský kraj a pro pražské arcibiskupství (který zaznamenává pouze jeho statky). Důvodem, proč se rejstříky nezachovaly, byly války a snaha poplatníků odstranit doklady o tom, jaké berně byly z jejich majetků vybrány.
S obsáhlou předmluvou vydal rejstřík plzeňského kraje Josef Emler. Při lokalizaci vycházel z Palackého Popisu Království českého.

## Význam zachovaných rejstříků
Latinský text rejstříku patří k důležitým pramenům pro historii Plzeňského kraje (rozděleného na berní okresy se sídlem v Plzni, Klatovech, Domažlicích a Stříbře). Jsou zde uvedeny stovky lokalit, přičemž pro mnoho z nich se jedná o první písemnou zmínku a v některých případech i o zmínku jedinou. Proto řada vesnic na Plzeňsku má za první zmínku rok 1379 (kterou také při kulatinách oslavuje), třebaže ve skutečnosti vznikly již mnohem dříve. Některé lokality určil již Emler, jiné byly lokalizovány dalšími badateli a některé na lokalizaci teprve čekají.[zdroj⁠?!]